# Valeriana minutiflora
Valeriana minutiflora là một loài thực vật có hoa trong họ Kim ngân. Loài này được Hand.-Mazz. miêu tả khoa học đầu tiên năm 1939.